# Фелікс Колусьйо
Фе́лікс Колу́сьйо (ісп. Félix Coluccio; *23 серпня 1911, Буенос-Айрес, Аргентина — 4 серпня 2005, там же) — аргентинський письменник і фольклорист; професор.

## З життєпису
Народився в районі Ла Бока в 1911 році. 
Жив у Ланусі, але більшу частину свого життя провів у Вілья-Пуейрредон.
Вивчився на вчителя, далі здобув кваліфікації викладача географії (1933), фізичного виховання у Вищому інституті, а також студіюівав техніку освітнього поводження.
У 1973-1974 та 1984-1991 роках був директором Національного фонду мистецтв.
Фелікс Колусьйо здійснив подорожі Австрією, Болівією, Бразилією, Чилі, Кубою, Іспанією, Францією, Італією, Мексикою, Парагваєм, Перу, Уругваєм та Аргентиною, всюди збираючи документи і матеріали, пов'язані з автохтонною культурою. Засновував, організовував і читав лекції з фольклору в численних вишах, як в Аргентині, так і по країнах Південної Америки, в тому числі в університетах Бельграно, Консепсьйон тощо. Член і член-кореспондент багатьох товариств і наукових установ, в тому числі міжнародних, здебільшого в галузі дослідження і збереження народної культури; удостоєнний численних премій і нагород, як на місцевому, так і національному аргентинському, а також міжнародному рівнях, зокрема декілька разів здобував премію Konex.
Помер в Буенос-Айресі в 2005 році.

## З доробку
Фелікс Колусьйо Вважається оним із найвидатніших аргентинських фольклористів; дослідник, упорядник, систематизатор і поширювач аргентинського фольклору. Теми його досліджень включали гаучо та індіанців, ботаніку та зоологію, географію, сільське середовище та міський простір, літературу та традиції, колоніальну епоху та сучасність, звичаї, ремесла, свята, ігри, релігію, міфи і, особливо, народні вірування та забобони. 
Діти Фелікса Колусьйо — Хорхе Рауль, Амалія Мерседес, Сусана Беатріс і Марта Ізабель були співавторами багатьох його книг. 
Словники Ф. Колусьйо стали довідником для вчених-філологів: у 2003 році їх використали для створення академічного словника живого аргентинського варіанту іспанської мови Diccionario del habla de los argentinos.
Він також був співавтором різних видань у Латинській Америці.
Вибрана бібліографія (від новіших до старіших видань)
- 2005. Cultura popular y tradicional de la República Argentina. Ediciones Corregidor.
- 2001. Devociones populares argentinas y americanas. ISBN 978-950-05-1361-6
- 2001. Diccionario folklórico de la flora y fauna de América. ISBN 978-950-94-1390-0
- 1993. Cuentos, leyendas y tradiciones. Ілюстрації Diego Puga.  OCLC 30791977
- 1993. Aproximación a la raíz folklórica en la novelística latinoamericana.
- 1988. Diccionario de juegos infantiles latinoamericanos. у співавторстві з Marta Isabel Coluccio.
- 1987. El diablo en la tradición oral de Iberoamérica. у співавторстві з Marta Isabel Coluccio. ISBN 978-950-05-1265-7
- 1987. Cuentos de Pedro Urdemoles. у співавторстві з Marta Isabel Coluccio.
- 1987. Los potros de la libertad: cuentos de raíz folklórica.
- 1986. Cultos y canonizaciones populares de Argentina. ISBN 978-950-94-1310-8
- 1986. Folklore infantil. Con Marta Isabel Coluccio. ISBN 978-950-05-0904-6
- 1985. Cuentos folklóricos iberoamericanos. у співавторстві з Marta Isabel Coluccio. Buenos Aires: Editorial Plus Ultra. 94 p. ISBN 978-950-21-0715-8
- 1984. Fauna del terror en Latinoamérica. у співавторстві з Marta Isabel Coluccio.
- 1983. Diccionario de creencias y supersticiones argentinas y americanas. Con Marta Isabel Coluccio.
- 1981. Cuentos folklóricos para niños. у співавторстві з Marta Isabel Coluccio. OCLC 17564426
- 1979. Diccionario de voces y expresiones argentinas. Buenos Aires: Editorial Plus Ultra. 223 p. OCLC 6443141
- 1972. Fiestas, celebraciones, recordaciones, mercados y ferias populares y/o tradicionales de la República Argentina.
- 1967. Folklore del noroeste: paisaje y pintura. у співавторстві з Tomás di Taranto і Jorge Raúl Coluccio.
- 1966. Enciclopedia folklórica americana e ibérica.
- 1965. Folklore para la escuela. у співавторстві з Amalia Mercedes Coluccio.
- 1963. La enseñanza del folklore (impreso con mimeógrafo).
- 1962. Guía de folkloristas. Buenos Aires: Dirección General de Cultura, República Argentina. 31 p. OCLC 760442815
- 1960. (Biografía de) el seibo: flor nacional argentina. у співавторстві з Adolfo Dembo і A. Vivante. Buenos Aires: Cesarini. 195 p. OCLC 3654414
- 1954. Fiestas y costumbres de América. Buenos Aires: Editorial Poseidón. 127 p. OCLC 459846753
- 1954. Diccionario del folklore americano. як один іщ авторів. OCLC 640716049
- 1953. Antología ibérica y americana del folklore.
- 1951. Folkloristas e instituciones folklóricas del mundo.
- 1948. Folklore y nativismo. у співавторстві з Gerardo Schiaffino.
- 1948. Diccionario folklórico argentino.
- 1948. Folklore de las Américas: primera antología. Buenos Aires: El Ateneo. Передмова Augusto Raúl Cortázar. OCLC 601731399
- 1947. Diccionario geológico minero.
- 1945. Vocabulario geográfico. у співавторстві з Florentino Duarte.